# Afonso de Castro Rebelo
Afonso de Castro Rebelo, (Salvador, 16 de agosto de 1863 — Salvador, 25 de fevereiro de 1939), foi um advogado, professor, escritor e político brasileiro, imortal fundador da Academia de Letras da Bahia, Cadeira 36. 

## Biografia
Filho de João Batista de Castro Rebelo e de Carlota Adelaide Moreira de Macedo. Seu pai foi deputado provincial (1886-1887). Casou-se com Teresa Pedreira de Cerqueira Rebelo, com quem teve um filho. 
Quando Arlindo Fragoso fundou a Academia de Letras da Bahia, em março de 1917, destinou-lhe a Cadeira  36. Seus irmãos João Batista de Castro Rebelo Júnior e Frederico de Castro Rebelo foram patrono da Cadeira  37 e fundador da Cadeira 27 , respectivamente. 
Formou-se em ciências jurídicas pela Faculdade de Direito do Recife no dia 27 de março de 1886. De volta a Salvador, iniciou carreira profissional na magistratura como adjunto de promotor, subprocurador e procurador geral do estado. 
Com a fundação da, integrou a primeira congregação de professores da Faculdade Livre de Direito da Bahia ao lado de Leovigildo Filgueiras, Inácio Tosta, Tomás Garcez Paranhos Montenegro e Severino Vieira. 
Foi eleito deputado federal pela Bahia por duas legislaturas seguidas: 1918-1920 e 1921- 1923   . 
Faleceu em Salvador no dia 25 de fevereiro de 1939. 